# بابابی‌شاخ
بابا-بی‌شاخ (نام علمی: Pappaceras) نام یک سرده از راسته تک‌سم‌سانان است.